# Piero Bartoloni
Piero Bartoloni (Roma, 18 gennaio 1943) è un archeologo italiano. 
Allievo di Sabatino Moscati, è stato Direttore dell'Istituto per la Civiltà fenicia e punica "Sabatino Moscati" del Consiglio Nazionale delle Ricerche dal 1997 al 2002 e Professore ordinario di Archeologia fenicio-punica presso la Facoltà di Lettere e Filosofia dell'Università degli Studi di Sassari dal 2001 al 2013.

## Biografia
Figlio di Franco Bartoloni, Professore ordinario di Paleografia e Diplomatica presso l'Università di Roma, e di Elena Battisti, Piero Bartoloni conseguì la Maturità Classica presso la Scuola Militare “Nunziatella” a Napoli; si è laureato in Lettere nel novembre 1968 presso la cattedra di Filologia Semitica dell'Università degli Studi di Roma "La Sapienza", relatore Sabatino Moscati, con una tesi sull'insediamento di Monte Sirai (Carbonia).
È stato Dirigente di Ricerca del Consiglio Nazionale delle Ricerche presso l'Istituto per la Civiltà fenicia e punica "Sabatino Moscati", del quale in seguito è stato Direttore dal 1997 al 2002. Inoltre, dal 1990 al 1994 è stato professore di Archeologia del Vicino Oriente e dal 1994 al 2000 di Archeologia fenicio-punica nell'Università di Urbino. Dal 20 febbraio 2001 al 31 ottobre 2013 è stato Professore ordinario di Archeologia fenicio-punica presso la Facoltà di Lettere e Filosofia dell’Università di Sassari. 

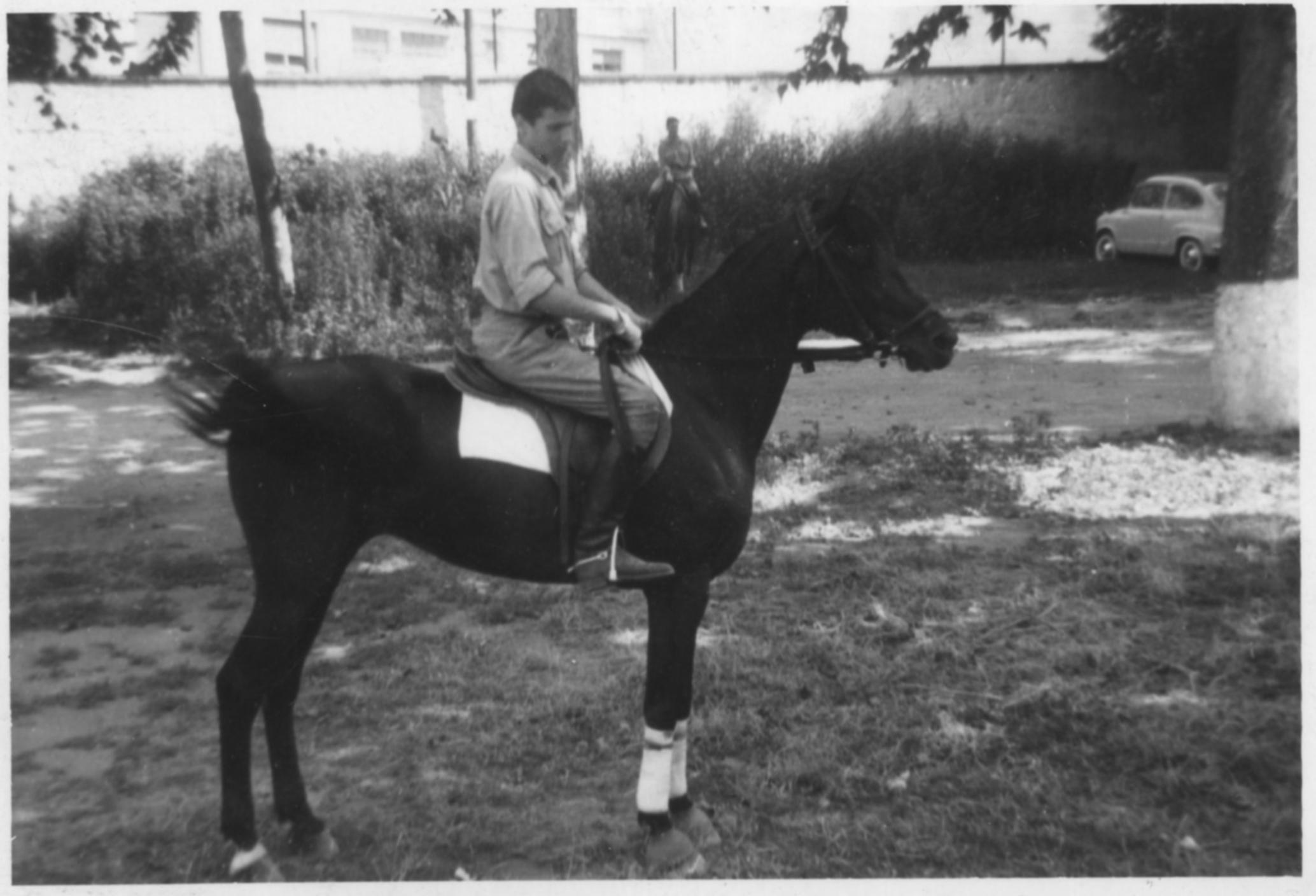
Piero Bartoloni nel 1960 alla Scuola Militare “Nunziatella” di Napoli.

La sua attività di ricerca scientifica e professionale ha inizio nel 1962: da quell'anno ha partecipato, talvolta con responsabilità direttive, a numerose missioni archeologiche, prospezioni terrestri e subacquee e viaggi di studio in Italia, in Europa, in Africa, in Asia e nel Nord-America. In particolare, ha preso parte alle indagini nei tofet di Su Cardolinu (Domusdemaria 1965), Monte Sirai (1964-1966 abitato) (1972-1985 necropoli), (1986-2000 abitato e necropoli), di Antas (1967) di Sulky (Sant’Antioco 1968-1969), in Tunisia del Cap Bon (1966-1970), di Cartagine (1970-1972), di Zama Regia (1999-2012). Dal 2000 al 2013, per concessione ministeriale, ha diretto gli scavi archeologici a Monte Sirai e a Sant’Antioco (SU) e, con il contributo del Ministero per gli Affari Esteri, ha diretto le indagini archeologiche a Zama Regia (Siliana - Tunisia). È stato Membro del Comitato Nazionale per gli Studi e le Ricerche sulla Civiltà fenicia e punica del Ministro per i Beni Culturali e Ambientali e Membro dell’Istituto Italiano per l’Africa e l’Oriente. 
È stato Direttore Responsabile e Membro della Redazione della Rivista di Studi Fenici, organo di stampa ufficiale dell'Istituto per la Civiltà fenicia e punica del CNR. Attualmente è Direttore Scientifico delle Riviste “Folia Phoenicia”, in co-direzione con M. Guirguis, e "Sardinia, Corsica et Baleares Antiquae", entrambe pubblicate da Fabrizio Serra Editore. Inoltre, è Colaborador Onorifico della Rivista "Espacio, Tiempo y Forma" dell’Universidad Nacional de Educacion a distancia, Facultad de Geografia e Historia, Departamento de Prehistoria e Historia Antigua. È membro del Comitato Scientifico Internazionale della Rivista "Vicino Oriente". È Membro del Consiglio Scientifico della Rivista di divulgazione scientifica "Archeologia Viva".
Dal 2006 al 2013 è stato Coordinatore della Scuola di Dottorato di Ricerca "Storia letterature e culture del Mediterraneo" dell'Università di Sassari e Presidente della Scuola di Specializzazione in Archeologia subacquea e dei paesaggi costieri dell'Università di Sassari (sede di Oristano). È stato membro del Comitato Tecnico Consultivo Regionale per l'area umanistica della Regione Autonoma della Sardegna, dal 2006 è stato prima direttore, e ora direttore onorario, del Museo Archeologico "Ferruccio Barreca" di Sant'Antioco. Sempre a Sant'Antioco e in collaborazione con il Comune ha ideato e organizzato dal 2007 al 2013 l'annuale Summer School di Archeologia Fenicio-Punica, cui hanno presso parte nel corso degli anni centinaia di studenti provenienti da Atenei Italiani ed esteri, impegnati nello scavo dell'abitato fenicio di Sulky (Sant'Antioco) e della necropoli e dell'abitato fenicio e punico di Monte Sirai (Carbonia).
Membro del Comitato Scientifico Internazionale dei Congressi degli Studi Fenici e Punici, ha organizzato l'VIII Congresso Internazionale di Studi Fenici e Punici (Carbonia, Sant'Antioco, 21 e 26 ottobre 2013), pubblicato nei volumi I e II della Rivista Folia Phoenicia.

## Riconoscimenti e premi

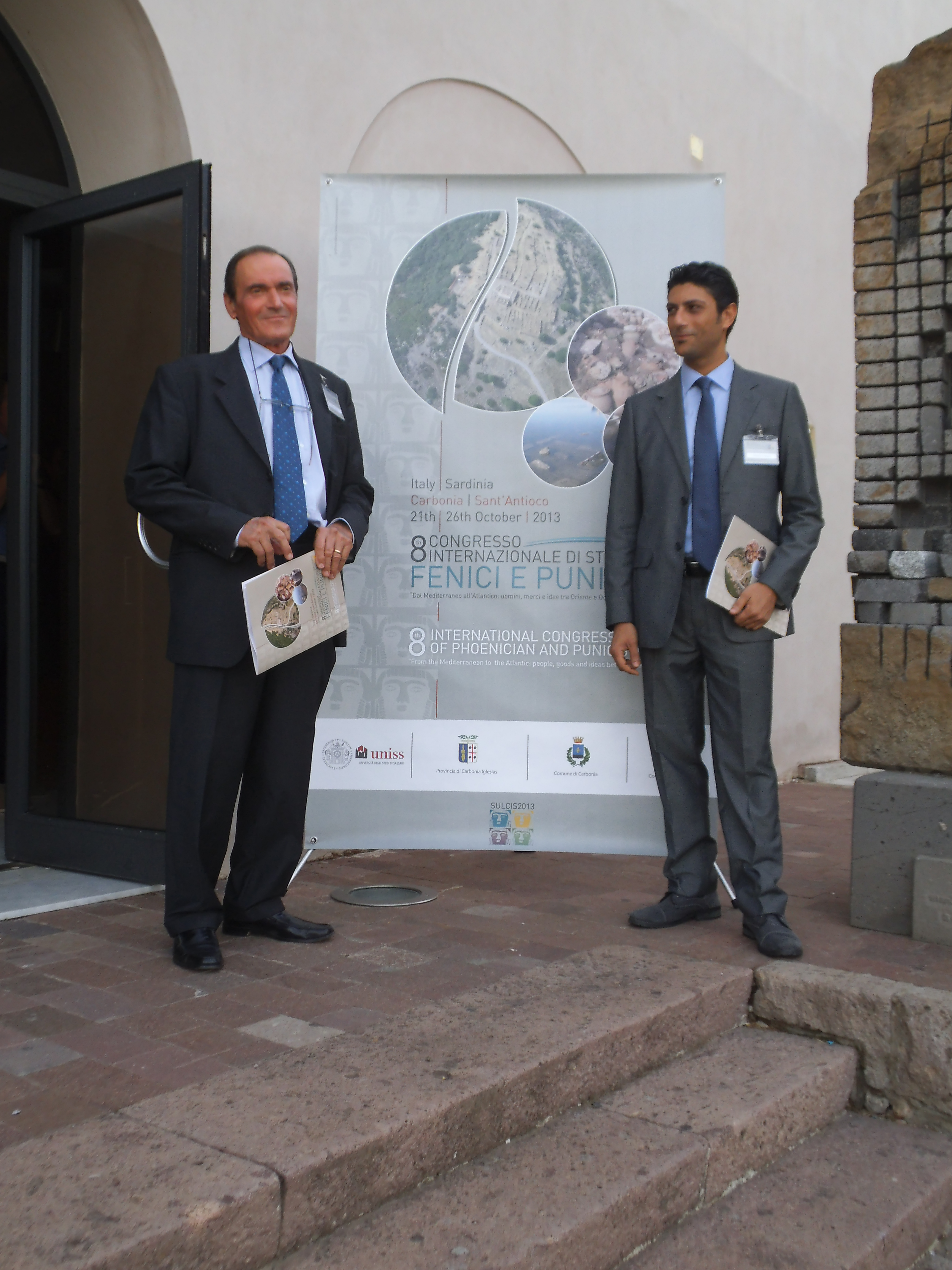
Piero Bartoloni e Michele Guirguis il giorno dell'Inaugurazione dell'VIII Congresso di Studi Fenici e Punici a Carbonia nel ottobre del 2013.

Nel 2008 gli è stato conferito il Premio "La Marmora".
Nel 2009 gli è stato conferita la medaglia d'oro e il titolo di Ambasciatore della Cultura del Comune di Sant'Antioco.
Dal 2013 è Membro Straniero della Real Academia de la Historia di Spagna e dal 2016 è Presidente Onorario della Scuola Archeologica Italiana a Cartagine.
Negli anni 2020 e 2021 sono stati pubblicati i due volumi degli Studi in onore di Piero Bartoloni dal titolo "Cartagine, il Mediterraneo centro-occidentale e la Sardegna. Società, economia e cultura materiale tra Fenici e autoctoni. Studi in onore di Piero Bartoloni", a cura di Michele Guirguis, Sara Muscuso e Rosana Pla Orquín, vol. I-II, (SAIC editore, Sassari 2020 e 2021, ISBN 978-88-942506-2-6. L’opera raccoglie una serie di contributi presentati in occasione della Giornata di Studio svolta il 29 luglio 2017 presso il Museo Archeologico "Ferruccio Barreca" di Sant'Antioco.

## Pubblicazioni
Piero Bartoloni è autore di oltre trecento pubblicazioni a carattere scientifico, tra le quali oltre venti libri:
1. Acquaro, E. - Bartoloni, P. - Ciasca, A. - Fantar, M. H., Prospezione archeologica al Capo Bon - I (= Collezione di Studi Fenici, 2), Roma 1973.
2. Le stele arcaiche del tofet di Cartagine (= Collezione di Studi Fenici, 8), Roma 1976.
3. Bartoloni, P. - Tronchetti, C., La necropoli di Nora (= Collezione di Studi Fenici,12), Roma 1981.
4. Studi sulla ceramica fenicia e punica di Sardegna (= Collezione di Studi Fenici,15), Roma 1983.
5. Bartoloni, P. - Bondì, S.F. - Polselli, G. - Francisi, M.T. - Mazza, F. - Petruccioli, G. - Xella, P. (edd.), Atti del I Congresso Internazionale di Studi Fenici e Punici (Roma, 5-10 novembre 1979), I-III (= Collezione di Studi Fenici, 16), Roma 1983.
6. Le stele di Sulcis. Catalogo (= Collezione di Studi Fenici, 24), Roma 1986.
7. La scia di porpora1, Genova 1988.
8. Le anfore fenicie e puniche di Sardegna (= Studia Punica, 4), Roma 1988.
9. La scia di porpora2, Cagliari 1989.
10. Monte Sirai (= Guide e Itinerari, 4), Sassari 1989.
11. Sulcis (= Itinerari, 3),  Roma 1989.
12. Acquaro, E. - Bartoloni, P. - Francisi, M.T. - Manfredi, L.-I. - Mazza, F. - Montalto, G. - Petruccioli, G. - Ribichini, S. - Scandone, G. - Xella, P. (edd.), Atti del II Congresso Internazionale di Studi Fenici e Punici (Roma, 9-14 novembre 1987), I-III (= Collezione di Studi Fenici, 16), Roma 1991.
13. La necropoli di Sulcis, Sant’Antioco 1995.
14. La necropoli di Bitia - I (= Collezione di Studi Fenici, 38), Roma 1996.
15. Bartoloni, P. - Moscati, S. - Bondì, S. F., La penetrazione fenicia e punica in Sardegna. Trent'anni dopo, Roma 1997.
16. La necropoli di Monte Sirai - I (= Collezione di Studi Fenici, 41), Roma 2000.
17. Bartoloni, P. - Campanella, L. (eds.), La ceramica fenicia di Sardegna. Dati, problematiche, confronti. Atti del Primo Congresso Internazionale Sulcitano (Sant'Antioco, 19-21 settembre 1997) (= Collezione di Studi Fenici, 40), Roma 2000.
18. Fenici e Cartaginesi nel Sulcis, Cagliari 2003.
19. Monte Sirai (= Guide e Itinerari, 4), ed.2, Sassari 2004.
20. Il museo archeologico comunale “F. Barreca” di Sant’Antioco (= Guide e Itinerari, 40), Sassari 2007.
21. Archeologia fenicio-punica in Sardegna. Introduzione allo studio, Cagliari 2009.
22. I Fenici e i Cartaginesi in Sardegna, Sassari 2009.
23. Fenici e Cartaginesi (780 - 238 a.C.), Sassari 2011.
24. Fenici al volo, Sassari 2011.
25. Fenici e Cartaginesi nel Sulcis-Iglesiente (= Guide e Itinerari, 50), Sassari 2013.
26. Bartoloni, P. - Guirguis, M., I Fenici del mare e le vie dei tonni. Un’inchiesta storico-archeologica dal Mediterraneo orientale all’Atlantico (= Quaderni stintinesi 7), Sassari 2017.